# Adrian Willaert
Adrian Willaert (Roeselare, 1490 – Venezia, 7 dicembre 1562) è stato un compositore fiammingo, fondatore della scuola veneziana.
Fu uno dei più rappresentativi compositori del nord Europa a spostarsi in Italia e a importare lo stile polifonico della scuola franco-fiamminga.

## Biografia
Adriaen Willaert nacque a Rumbeke, cittadina oggi fusa nella comunità di Roeselare/Roulers, nelle Fiandre Occidentali. Suo padre Denys Willaert era scavino e morì nel 1549 o 1550.  Della madre non si conosce il nome ma da un testamento si deduce che morì nel 1552.
Secondo alcuni studi del teorico musicale del tardo XVI secolo Gioseffo Zarlino, Willaert si trasferì a Parigi per studiare legge ma decise poi di dedicarsi allo studio della musica. A Parigi incontrò Jean Mouton, il principale compositore della Cappella Reale francese e compatriota di Josquin Desprez, e studiò sotto la sua guida.
Intorno al 1515 Willaert andò per la prima volta a Roma. Secondo un aneddoto Willaert fu sorpreso di ascoltare nell'esecuzione della Cappella papale una delle sue composizioni, il mottetto a sei voci Verbum bonum et suave e ancora più sorpreso di apprendere che lo stesso era attribuito a Josquin des Prez (all'epoca all'apice della carriera e fama).
Quando informò i cantori del loro errore, cioè che era lui l'autore della composizione, questi decisero di estrarlo dal repertorio. In effetti lo stile iniziale di Willaert era molto simile a quello di Desprez con una soffice polifonia, voci bilanciate e frequente uso dell'imitazione.
A luglio del 1515 Willaert entrò al servizio del cardinale Ippolito d'Este di Ferrara. 
Il cardinale era un viaggiatore e Willaert lo accompagnò nei suoi viaggi e fra l'altro in Ungheria dove si fermò dal 1517 al 1519. Quando il cardinale morì nel 1520 il Willaert passò al servizio del duca Alfonso I d'Este a Ferrara. 
Nel 1522 Willaert fu assunto nella Cappella del duca e qui rimase fino al 1525 quando passò al servizio di Ippolito II d'Este a Milano.
Ma il suo incarico più importante e uno dei più significativi dell'intero Rinascimento fu quello di maestro di cappella alla Basilica di San Marco a Venezia. Qui la musica aveva avuto un periodo poco brillante durante il periodo del suo predecessore Pietro de Fossis ma sotto Willaert ebbe una svolta decisiva.

Dalla sua elezione il 12 dicembre 1527 fino alla morte il 7 dicembre 1562 egli mantenne il suo incarico a San Marco, godendo di stipendi crescenti e vari permessi per tornare nelle Fiandre, prova della fiducia nei suoi confronti.
Compositori di ogni parte d'Europa studiarono con lui perché Willaert era molto bravo sia nel canto che nella composizione. Era anche molto esigente coi cantori tanto da pretendere che conoscessero il contrappunto.

Durante il suo precedente impiego presso il duca di Ferrara aveva avuto modo di prendere contatto con personaggi influenti di tutta Europa come la famiglia Sforza di Milano. Non fu comunque questo a far diffondere la sua reputazione in tutta Europa. In un documento della corte di Ferrara Willaert è citato come Adriano Cantore.

## Stile musicale e influenze
Willaert fu uno dei più versatili compositori del Rinascimento e scrisse musica in ogni stile e forma utilizzati in quel periodo. In forza della sua personalità e con l'autorità conferitagli dall'essere il maestro di cappella a San Marco, egli divenne il più influente musicista in Europa fra la morte di Josquin des Prez e il tempo di Giovanni Pierluigi da Palestrina.
Secondo Gioseffo Zarlino, Willaert fu l'inventore dello stile antifonale con cui la scuola veneziana evolverà verso lo stile policorale. Questo consisteva in due cori ciascuno posto ad un lato dell'altare di San Marco, entrambi accompagnati da un organo. Willaert divise il corpo della corale in due sezioni entrambe cantando antifonalmente o simultaneamente. Egli inoltre compose e interpretò salmi e altri lavori per due cori alternanti. Questa innovazione ottenne un rapido successo e influenzò moltissimo le composizioni di quel periodo. Nel 1550 Willaert pubblicò Salmi spezzati, una scrittura antifonale di salmi, il primo lavoro policorale della scuola veneziana. Alcune ricerche recenti hanno dimostrato che Willaert non fu il primo compositore ad usare questo metodo in quanto prima di lui lo avevano usato Dominique Phinot e Johannes Martini, ma egli fu il primo a diventare famoso e universalmente imitato.
Altro lavoro di immediato grande successo fu il Vespro di Natale, pubblicato a Venezia nel 1555 insieme ad altre composizioni col titolo I sacri et santi salmi che si cantano a Vespro e Compieta con li suoi Hymni, Responsori et Benedicamus per le edizioni Antonio Gardano.  In queste opere lo stile torna all'antico riprendendo ad alternare alla polifonia il gregoriano.
Willaert non fu meno apprezzato anche come insegnante; fra i suoi allievi vi furono Cipriano de Rore, suo successore a San Marco, Costanzo Porta, Gioseffo Zarlino, Nicola Vicentino e Andrea Gabrieli.
Questi formarono il nucleo centrale della scuola veneziana che ebbe un'importanza decisiva nell'inizio dell'epoca barocca.
Willaert lasciò un gran numero di composizioni: 8 messe, più di 50 salmi, più di 150 mottetti, circa 60 chanson, più di 70 madrigali e diversi ricercare strumentali.